# Kevin Curren
Pour les articles homonymes, voir Curren.
Kevin Curren, né le 2 mars 1958 à Durban en Afrique du Sud, est un ancien joueur de tennis professionnel sud-africain naturalisé américain.
Sa meilleure surface était le gazon car il possédait un service redoutable qui lui a notamment permis d'atteindre la finale à l'Open d'Australie en 1984 et à Wimbledon en 1985. Cette année-là, il bat deux légendes du tennis, Jimmy Connors et John McEnroe, avant de s'incliner en finale face à un jeune Allemand de 17 ans : Boris Becker.
Il bat le no 1 mondial Ivan Lendl en 1986 à Toronto 7-6, 7-6.
Il est devenu plus tard capitaine de l'équipe sud-africaine de Coupe Davis.

## Parcours dans les tournois duGrand Chelem

### En simple
| Année | Open d'Australie | Open d'Australie | Internationaux de France | Internationaux de France | Wimbledon       | Wimbledon     | US Open         | US Open       | Open d'Australie | Open d'Australie |
| ----- | ---------------- | ---------------- | ------------------------ | ------------------------ | --------------- | ------------- | --------------- | ------------- | ---------------- | ---------------- |
| 1978  | n.o.             | n.o.             | —                        | —                        | —               | —             | 2e tour (1/32)  | J. L. Clerc   | —                | —                |
| 1979  | n.o.             | n.o.             | —                        | —                        | —               | —             | 2e tour (1/32)  | K. Richardson | —                | —                |
| 1980  | n.o.             | n.o.             | —                        | —                        | 1/8 de finale   | J. McEnroe    | —               | —             | 1/8 de finale    | G. Vilas         |
| 1981  | n.o.             | n.o.             | —                        | —                        | 2e tour (1/32)  | V. Gerulaitis | 1/8 de finale   | J. McEnroe    | 2e tour (1/16)   | S. Denton        |
| 1982  | n.o.             | n.o.             | —                        | —                        | 3e tour (1/16)  | P. McNamee    | 1er tour (1/64) | Y. Noah       | —                | —                |
| 1983  | n.o.             | n.o.             | —                        | —                        | 1/2 finale      | C. Lewis      | —               | —             | —                | —                |
| 1984  | n.o.             | n.o.             | —                        | —                        | 1/8 de finale   | P. Cash       | 2e tour (1/32)  | K. Moir       | Finale           | M. Wilander      |
| 1985  | n.o.             | n.o.             | —                        | —                        | Finale          | Bo. Becker    | 1er tour (1/64) | G. Forget     | —                | —                |
| 1986  | n.o.             | n.o.             | —                        | —                        | 1er tour (1/64) | E. Jelen      | 2e tour (1/32)  | S. Edberg     | n.o.             | n.o.             |
| 1987  | 3e tour (1/16)   | P. Doohan        | —                        | —                        | 2e tour (1/32)  | J. Kriek      | —               | —             | n.o.             | n.o.             |
| 1988  | —                | —                | —                        | —                        | 1er tour (1/64) | R. Acuña      | 2e tour (1/32)  | M. Wilander   | n.o.             | n.o.             |
| 1989  | —                | —                | —                        | —                        | 3e tour (1/16)  | L. Shiras     | —               | —             | n.o.             | n.o.             |
| 1990  | —                | —                | —                        | —                        | 1/4 de finale   | G. Ivanišević | 1/8 de finale   | D. Wheaton    | n.o.             | n.o.             |
| 1991  | —                | —                | —                        | —                        | 2e tour (1/32)  | J. Frana      | 2e tour (1/32)  | S. Simian     | n.o.             | n.o.             |
| 1992  | —                | —                | 2e tour (1/32)           | A. Medvedev              | 1er tour (1/64) | B. Shelton    | 1er tour (1/64) | Bo. Becker    | n.o.             | n.o.             |

N.B. : à droite du résultat se trouve le nom de l'ultime adversaire.

### En double
| Année | Open d'Australie                                                             | Open d'Australie | Internationaux de France                                                         | Internationaux de France                                                        | Wimbledon                                                                       | Wimbledon                                                                      | US Open                                                                        | US Open | Open d'Australie | Open d'Australie |
| ----- | ---------------------------------------------------------------------------- | ---------------- | -------------------------------------------------------------------------------- | ------------------------------------------------------------------------------- | ------------------------------------------------------------------------------- | ------------------------------------------------------------------------------ | ------------------------------------------------------------------------------ | ------- | ---------------- | ---------------- |
| 1978  | n.o.                                                                         | n.o.             | —                                                                                | —                                                                               | —                                                                               | —                                                                              | 2e tour (1/16) P. Rennert \|\| style="text-align:left;" \| R. Moore R. Tanner  | —       | —                |                  |
| 1979  | n.o.                                                                         | n.o.             | —                                                                                | —                                                                               | —                                                                               | —                                                                              | 1er tour (1/32) M. Shore \|\| style="text-align:left;" \| R. Emerson F. Stolle | —       | —                |                  |
| 1980  | n.o.                                                                         | n.o.             | 2e tour (1/16) S. Denton \|\| style="text-align:left;" \| Fassbender R. Moore    | 1/4 de finale S. Denton \|\| style="text-align:left;" \| R. Lutz S. Smith       | 1/8 de finale S. Denton \|\| style="text-align:left;" \| R. Lutz S. Smith       | 1er tour (1/16) S. Denton \|\| style="text-align:left;" \| R. Frawley C. Lewis |                                                                                |         |                  |                  |
| 1981  | n.o.                                                                         | n.o.             | 2e tour (1/16) S. Denton \|\| style="text-align:left;" \| Damiani R. Ycaza       | 2e tour (1/16) S. Denton \|\| style="text-align:left;" \| B. Martin R. Simpson  | 1/4 de finale S. Denton \|\| style="text-align:left;" \| P. Fleming J. McEnroe  | 1/2 finale S. Denton \|\| style="text-align:left;" \| Edmondson K. Warwick     |                                                                                |         |                  |                  |
| 1982  | n.o.                                                                         | n.o.             | 1er tour (1/32) S. Denton \|\| style="text-align:left;" \| Edwards L. Palin      | 1/2 finale S. Denton \|\| style="text-align:left;" \| P. Fleming J. McEnroe     | Victoire S. Denton                                                              | V. Amaya H. Pfister                                                            | —                                                                              | —       |                  |                  |
| 1983  | n.o.                                                                         | n.o.             | —                                                                                | —                                                                               | 1/2 finale S. Denton \|\| style="text-align:left;" \| Gullikson                 | —                                                                              | —                                                                              | —       | —                |                  |
| 1984  | n.o.                                                                         | n.o.             | 1/4 de finale S. Denton \|\| style="text-align:left;" \| P. Složil T. Šmíd       | 1/4 de finale S. Denton \|\| style="text-align:left;" \| S. Mayer F. Taygan     | 1er tour (1/32) S. Denton \|\| style="text-align:left;" \| D. Gitlin P. Rennert | 1/8 de finale S. Denton \|\| style="text-align:left;" \| P. Doohan M. Fancutt  |                                                                                |         |                  |                  |
| 1985  | n.o.                                                                         | n.o.             | —                                                                                | —                                                                               | 1/4 de finale J. Kriek \|\| style="text-align:left;" \| P. Cash Fitzgerald      | 1/4 de finale J. Kriek \|\| style="text-align:left;" \| De Palmer G. Donnelly  | —                                                                              | —       |                  |                  |
| 1986  | n.o.                                                                         | n.o.             | —                                                                                | —                                                                               | 1/8 de finale P. Cash \|\| style="text-align:left;" \| K. Flach R. Seguso       | 1/2 finale M. Mitchell \|\| style="text-align:left;" \| J. Nyström M. Wilander | n.o.                                                                           | n.o.    |                  |                  |
| 1987  | 1/8 de finale Leconte \|\| style="text-align:left;" \| Annacone van Rensburg | —                | —                                                                                | 1/8 de finale De Palmer \|\| style="text-align:left;" \| S. Casal E. Sánchez    | —                                                                               | —                                                                              | n.o.                                                                           | n.o.    |                  |                  |
| 1988  | —                                                                            | —                | —                                                                                | —                                                                               | —                                                                               | —                                                                              | 1/4 de finale D. Pate \|\| style="text-align:left;" \| R. Leach J. Pugh        | n.o.    | n.o.             |                  |
| 1989  | —                                                                            | —                | 1er tour (1/32) D. Pate \|\| style="text-align:left;" \| J. Čihák C. Suk         | 1/8 de finale D. Pate \|\| style="text-align:left;" \| P. Aldrich D. Visser     | —                                                                               | —                                                                              | n.o.                                                                           | n.o.    |                  |                  |
| 1990  | —                                                                            | —                | —                                                                                | —                                                                               | 1/4 de finale J. Bates \|\| style="text-align:left;" \| J. Frana L. Lavalle     | 2e tour (1/16) J. Bates \|\| style="text-align:left;" \| P. Galbraith K. Jones | n.o.                                                                           | n.o.    |                  |                  |
| 1991  | —                                                                            | —                | —                                                                                | —                                                                               | 1er tour (1/32) N. Broad \|\| style="text-align:left;" \| R. Krajicek D. Vacek  | 1er tour (1/32) J. Bates \|\| style="text-align:left;" \| J. Frana L. Lavalle  | n.o.                                                                           | n.o.    |                  |                  |
| 1992  | —                                                                            | —                | 1er tour (1/32) van Rensburg \|\| style="text-align:left;" \| P. Albano C. Motta | 2e tour (1/16) G. Muller \|\| style="text-align:left;" \| J. Eltingh T. Kempers | 1er tour (1/32) G. Muller \|\| style="text-align:left;" \| T. Nijssen C. Suk    | n.o.                                                                           | n.o.                                                                           |         |                  |                  |

N.B. : le nom du ou de la partenaire se trouve sous le résultat ; les noms des ultimes adversaires se trouvent à droite.

## Participation aux Masters

### En double
| Année | Ville    | Surface         | Partenaire   | Résultats | Résultat final     |
| ----- | -------- | --------------- | ------------ | --------- | ------------------ |
| 1980  | New York | Moquette indoor | Steve Denton | 0v, 1d    | Demi-finaliste     |
| 1981  | New York | Moquette indoor | Steve Denton | 1v, 1d    | Finaliste          |
| 1982  | New York | Moquette indoor | Steve Denton | 0v, 1d    | Quart de finaliste |
| 1984  | New York | Moquette indoor | Steve Denton | 1v, 1d    | Demi-finaliste     |

## Parcours dans lesMasters 1000
| Année | Indian Wells         | Miami               | Monte-Carlo | Hambourg         | Rome | Canada                      | Cincinnati            | Stockholm          | Paris            |
| ----- | -------------------- | ------------------- | ----------- | ---------------- | ---- | --------------------------- | --------------------- | ------------------ | ---------------- |
| 1990  | 2e tour M. Schapers  | 3e tour C.-U. Steeb | —           | 1er tour P. Cane | —    | 1er tour A. Sznajder        | 1er tour G. Forget    | 1er tour D. Cahill | 2e tour I. Lendl |
| 1991  | 1er tour R. Reneberg | 3e tour D. Wheaton  | —           | —                | —    | —                           | 1er tour P. McEnroe   | —                  | —                |
| 1992  | —                    | 2e tour F. Clavet   | —           | —                | —    | 1/8 de finale M. Washington | 1er tour C. Bergström | —                  | —                |

N.B. : sous le résultat se trouve le nom de l’ultime adversaire.